# 粘质杜鹃
粘质杜鹃（学名：Rhododendron viscidum）为杜鹃花科杜鹃花属下的一个种。

## 扩展阅读
- 維基物種上的相關：粘质杜鹃